# Monte Grande
Pour les articles homonymes, voir Monte Grande (homonymie).
Monte Grande est une localité argentine située dans la province de Buenos Aires.

La localité de Monte Grande recense 
207 843 habitants en 2016.